# Ronde van Duitsland 1930
De Omloop van Duitsland 1930 was de vierde editie van de Ronde van Duitsland. Titelverdediger was Adolf Busche, die drie jaar eerder de vorige editie won. Deze keer ging de eindzege naar Hermann Buse.

## Etappenschema
| Etappe | Datum  | Start – Finish                | km   | Etappewinnaar     | Klassementleider  |
| ------ | ------ | ----------------------------- | ---- | ----------------- | ----------------- |
| 1      | 4 mei  | Berlijn – Glogau              | 220  | August Brandes    | August Brandes    |
| 2      | 6 mei  | Glogau – Dresden              | 245  | Ludwig Geyer      | August Brandes    |
| 3      | 8 mei  | Dresden – Erfurt              | 240  | Herbert Sieronski | Herbert Sieronski |
| 4      | 11 mei | Erfurt – Schweinfurt          | 245  | Alfred Siegel     | Oskar Tietz       |
| 5      | 13 mei | Schweinfurt – München         | 300* | Erich Metze       | Oskar Tietz       |
| 6      | 15 mei | München – Stuttgart           | 235  | Oskar Thierbach   | Oskar Tietz       |
| 7      | 18 mei | Stuttgart – Frankfurt am Main | 215  | **                | Oskar Tietz       |
| 8      | 20 mei | Frankfurt am Main – Bielefeld | 262  | Josef Remold      | Hermann Buse      |
| 9      | 22 mei | Bielefeld – Hamburg           | 266  | Bernhard Stübecke | Hermann Buse      |
| 10     | 25 mei | Hamburg – Berlijn             | 285  | Rudolf Wolke      | Hermann Buse      |

*  De precieze lengte van de etappe is onbekend. Wel is duidelijk dat de etappe tussen de 285 en 320 kilometer is geweest. 
**  Door een valpartij werden 26 renners op dezelfde tijd geplaatst. 

## Eindklassement
|   | Renner       | Tijd        |
| - | ------------ | ----------- |
| 1 | Hermann Buse | 82h 52' 09" |
| 2 | Kurt Stöpel  | + 1' 33"    |
| 3 | Oskar Tietz  | + 4' 48"    |